# Tuffi ai campionati europei di nuoto 2024 - Piattaforma 10 metri maschile
La competizione del piattaforma 10 metri maschile ai campionati europei di nuoto di Belgrado 2024 si è svolta il 23 giugno 2024, presso l'Istituto serbo per lo sport e la medicina sportiva di Belgrado, in Serbia.
Il turno preliminare si è svolto alle ore 10:00. La finale si è svolta alle ore 17:00.

## Risultati
In verde sono indicati i finalisti
| Class   | Tuffatore               | Nazione       | Preliminare | Preliminare | Finale          | Finale          |   |        |   |
| ------- | ----------------------- | ------------- | ----------- | ----------- | --------------- | --------------- | - | ------ | - |
| Class   | Tuffatore               | Nazione       | Oro         | Robbie Lee  | Gran Bretagna   | 414.80          | 3 | 489.45 | 1 |
| Argento | Carlos Camacho          | Spagna        | 370.90      | 5           | 432.70          | 2               |   |        |   |
| Bronzo  | Ben Cutmore             | Gran Bretagna | 419.95      | 2           | 429.90          | 3               |   |        |   |
| 4       | Danylo Avanesov         | Ucraina       | 429.95      | 1           | 412.35          | 4               |   |        |   |
| 5       | Marko Barsukov          | Ucraina       | 312.30      | 12          | 406.00          | 5               |   |        |   |
| 6       | Jorge Rodríguez Ledesma | Spagna        | 389.45      | 4           | 399.40          | 6               |   |        |   |
| 7       | Espen Prenzyna          | Germania      | 333.75      | 8           | 395.55          | 7               |   |        |   |
| 8       | Isak Børslien           | Norvegia      | 322.10      | 10          | 385.25          | 8               |   |        |   |
| 9       | Dariush Lotfi           | Austria       | 356.35      | 6           | 373.95          | 9               |   |        |   |
| 10      | Anton Knoll             | Austria       | 312.95      | 11          | 357.30          | 10              |   |        |   |
| 11      | Francesco Casalini      | Italia        | 351.60      | 7           | 327.40          | 11              |   |        |   |
| 12      | Aleksa Teofilović       | Serbia        | 324.60      | 9           | 320.00          | 12              |   |        |   |
| 13      | Robert Lukaszewicz      | Polonia       | 258.55      | 13          | Non qualificati | Non qualificati |   |        |   |
| 14      | Julian Verzotto         | Italia        | 251.85      | 14          | Non qualificati | Non qualificati |   |        |   |
| 15      | Richard Roop-Iliste     | Svezia        | 232.80      | 15          | Non qualificati | Non qualificati |   |        |   |
| dnf     | Luis Avila Sanchez      | Germania      | dnf         | dnf         | dnf             | dnf             |   |        |   |